# دهه ۱۱۶۰ (میلادی)
دهه ۱۱۶۰ (میلادی)صد و شانزدهمین دهه تقویم میلادی است.
‎